# Regent Seven Seas Cruises
Regent Seven Seas Cruises (RSSC) ist eine US-amerikanische Kreuzfahrtreederei, die im Ultra-Luxussegment tätig ist. Sie wurde 1992 gegründet und gehört seit 2014 zur Norwegian Cruise Line Holdings.

## Flotte
| Jahr | Name                 | Foto | Vermessung (BRZ) | Bauklasse       | Bauwerft                                        | Bemerkungen, frühere Namen                                                                           |
| ---- | -------------------- | ---- | ---------------- | --------------- | ----------------------------------------------- | --- |
| 1999 | Seven Seas Navigator |      | 28.803           |                 | Admiralitätswerft, Leningrad T. Mariotti, Genua | Ursprünglich geplant als Forschungs- und Spionageschiff, später als Kreuzfahrtschiff fertiggestellt. |
| 2001 | Seven Seas Mariner   |      | 48.075           |                 | Chantiers de l’Atlantique, Saint-Nazaire        | |
| 2003 | Seven Seas Voyager   |      | 42.363           |                 | T. Mariotti, Genua                              | |
| 2016 | Seven Seas Explorer  |      | 55.254           | Explorer-Klasse | Fincantieri, Triest                             | |
| 2020 | Seven Seas Splendor  |      | 56.182           | Explorer-Klasse | Fincantieri, Ancona                             | |
| 2023 | Seven Seas Grandeur  |      | 56.199           | Explorer-Klasse | Fincantieri, Ancona                             | |
| 2026 | Seven Seas Prestige  |      | ~ 77.000         | Prestige-Klasse | Fincantieri, Marghera                           | |
| 2029 |                      |      | ~ 77.000         | Prestige-Klasse | Fincantieri, Marghera                           | |